# Dysmicohermes ingens
Dysmicohermes ingens är en insektsart som beskrevs av Chandler 1954. Dysmicohermes ingens ingår i släktet Dysmicohermes och familjen Corydalidae. Inga underarter finns listade i Catalogue of Life.